# 2. Arrondissement (Paris)

Logo der Mairie von Paris Centre

Das 2. Pariser Arrondissement, das Arrondissement de la Bourse, ist mit einer Fläche von 99 Hektar das kleinste Arrondissement der Stadt Paris. Seit 2020 hat es keine eigene Verwaltung mehr, sondern bildet zusammen mit dem 1., 3. und 4. Arrondissement den Sektor Paris Centre.

## Geographische Lage

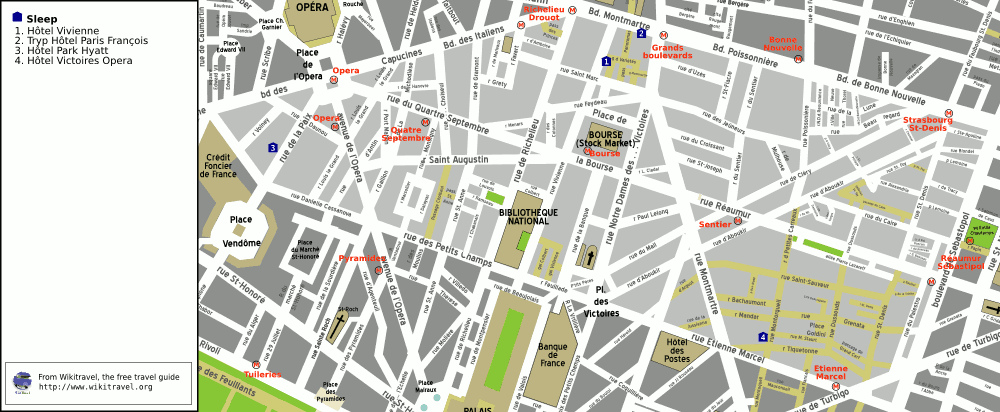
Karte des 2. Arrondissements

Das 2. Arrondissement liegt nördlich des zentralen 1. Arrondissements. Es wird im Osten vom 3. und im Norden vom 9. und 10. Arrondissement umgeben. Die Grenze zum 1. Arrondissement folgt der Straßenlinie Rue des Capucines – Rue Daniele Casanova – Rue des Petit Champs und Rue Étienne Marcel bis zum Boulevard de Sébastopol. Zentral in der Mitte dieser Linie – zwischen Rue des Petit Champs und Rue Étienne Marcel – liegt der 1685 fertiggestellte Place des Victoires, einer der fünf „königlichen Plätze“ des alten Paris. Auf der Ostseite wird das Arrondissement vom Boulevard de Sébastopol begrenzt, im Norden (von West nach Ost) von den Straßen Boulevard des Capuchines, Boulevard des Italiens, Boulevard Montmartre, Boulevard Poissonière und Boulevard de Bonne Nouvelle. Im Westen bilden südliche und nördliche Begrenzung eine Art spitzes Dreieck, so dass das Arrondissement über keine Westseite im eigentlichen Sinn verfügt.
Stärker noch als im 1. Arrondissement wird das Straßenraster im 2. Arrondissement durch einen unsteten Wechsel von geradlinig in Ost-West- sowie Nord-Süd-Richtung verlaufenden Straßen und diagonal dazu ausgerichteten Straßen geprägt. Die zentrale Straßenabfolge in West-Ost-Richtung bilden Rue du 4 Septembre und Rue Réaumur; sie teilen den Bezirk in zwei ungefähr gleich große Hälften. In diagonaler, leicht nach Westen geneigter Richtung durchqueren ihn die – zur Opéra Garnier im 9. Arrondissement hinführende – Avenue de l’Opéra und die Rue Montmartre (ebenso wie der Boulevard Montmartre nicht zu verwechseln mit dem gleichnamigen Quartier). Im Osten, parallel zum Boulevard Sébastopol und nicht weit von diesem entfernt, verläuft die Rue Saint-Denis – eine (Arrondissement-übergreifende) Nord-Süd-Verbindung, die weniger wegen ihrer Größe von Bedeutung ist, sondern vielmehr als Verdichtungspunkt von Kleinwirtschaft sowie eher informell ausgeübten Tätigkeiten einen gewissen Bekanntheitsgrad genießt. Ein markanter Grenzpunkt hier: die Porte Saint-Denis – ein triumphbogenartiges Denkmal, das bereits im angrenzenden 10. Arrondissement steht, und hinter dem die Rue Saint-Denis als Rue du Faubourg Saint-Denis fortgeführt wird.
Die vier Quartiere im Bezirk – Gaillon, Vivienne, du Mail und de Bonne-Nouvelle – sind in West-Ost-Richtung nebeneinander angeordnet. Zentral in der Arrondissement-Mitte, am Place de la Bourse, liegt der Palais Brongniart. Bis zu ihrem Umzug nach La Defense beherbergte das Palais die (nicht mit der alten Warenbörse im 1. Arrondissement zu verwechselnde) Pariser Börse; die Vierländer-Börse Euronext hat dort nach wie vor ihren Sitz. Touristik-Highlights sind unter anderem die im 19. Jahrhundert gebauten Ladengalerien Vivienne und Colbert an der Südflanke des Arrondissements sowie die unweit davon entfernte Kirche Notre-Dame-des-Victoires.

## Geschichte
Das 2. Arrondissement ist das Ergebnis der Ausdehnung der Stadt in nördlicher Richtung während des 15. und 16. Jahrhunderts. Es entwickelte sich aus einem ursprünglich ländlichen Gebiet, das in der Antike außerhalb des römischen Stadtkerns auf der Île de la Cité lag. Während der römischen Epoche bestanden hier vor allem landwirtschaftliche Nutzflächen und vereinzelte Landgüter. Im Frühmittelalter blieb das Gebiet überwiegend unbesiedelt, bis im 12. Jahrhundert unter König Philipp II. August die erste Stadtmauer errichtet wurde. Diese Mauer umschloss Teile des heutigen Arrondissements und leitete eine allmähliche Urbanisierung ein. Mit dem Bau der neuen Stadtmauer unter Charles V. im 14. Jahrhundert wurde das Gebiet vollständig in die Stadt einbezogen.

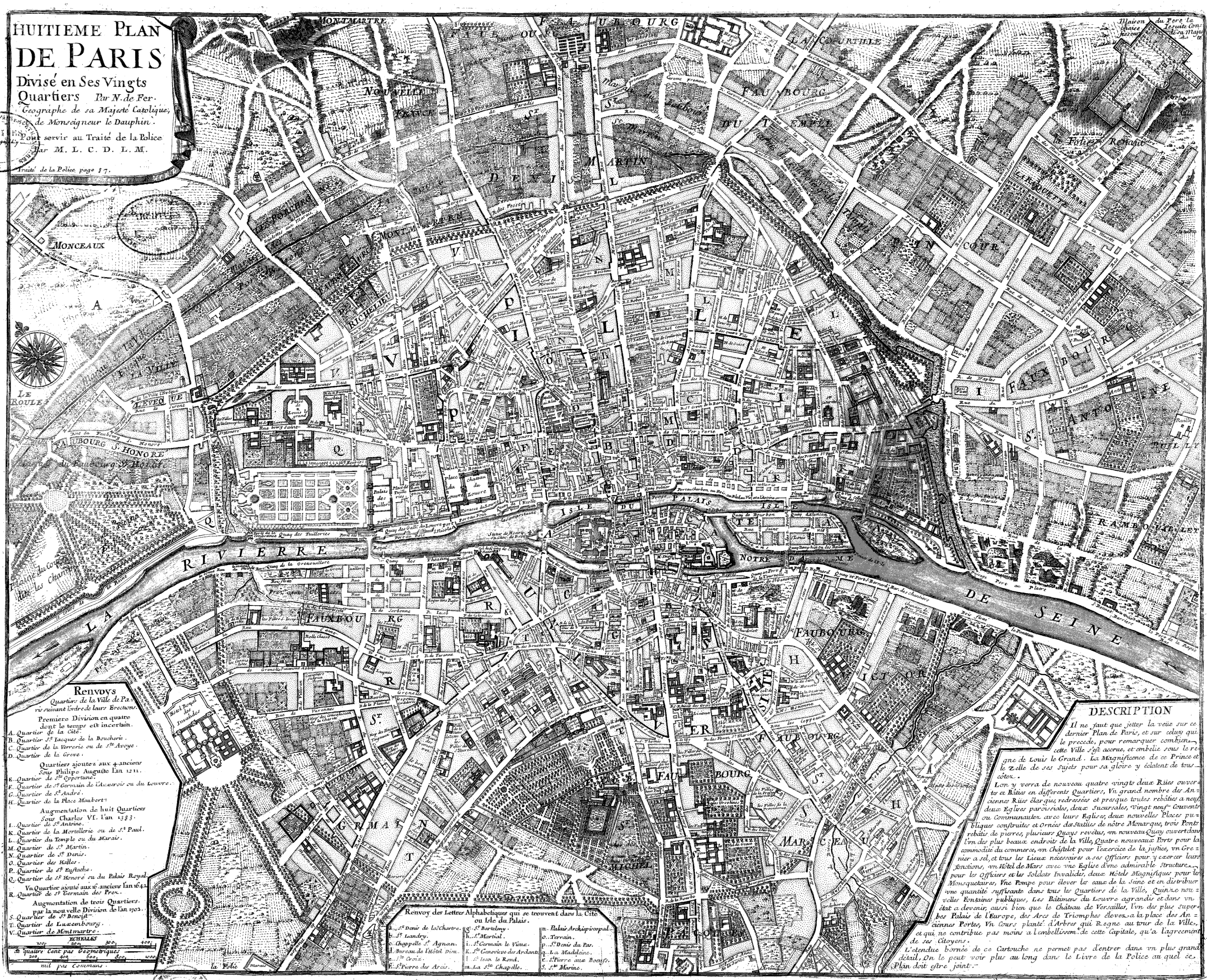
Plan von Paris aus dem Jahr 1705

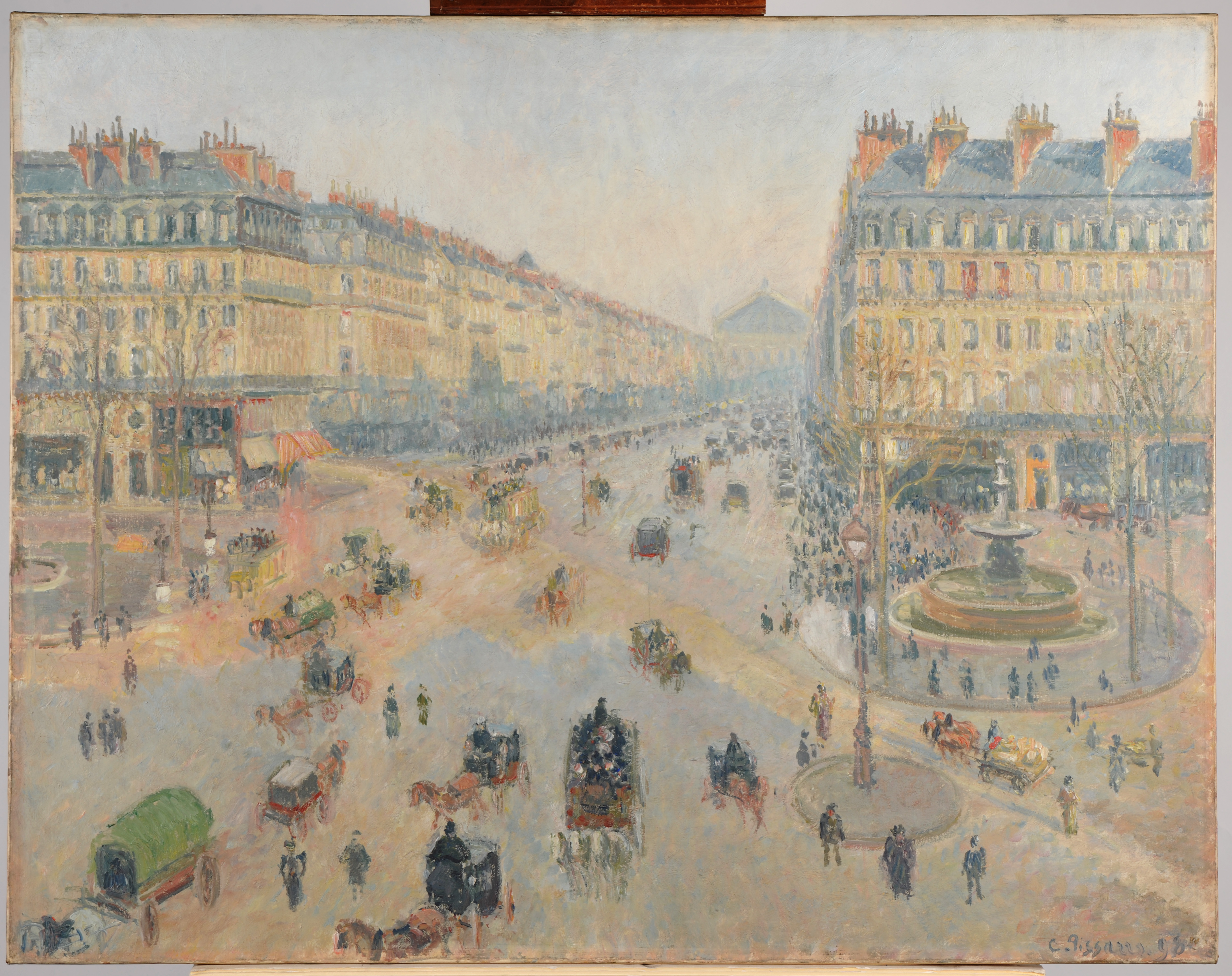
Avenue de l’Opera. Gemälde von Camille Pissarro (1898)

Im 16. Jahrhundert erlebte das Viertel eine erste Phase wirtschaftlicher Entwicklung. Werkstätten und Handwerksbetriebe siedelten sich an, und wohlhabendere Händler begannen, dort zu wohnen. Zu einem geschäftigen, teils auch mit einem weniger guten Ruf behafteten Quartier der kleinen Leute avancierte vor allem der östliche – von Rue d’Aboukir und Rue Saint-Denis markierte – Teil des heutigen Arrondissements, das Quartier Sentier. Während der Regentschaft von Ludwig XIV. fanden einige strukturbildende Baumaßnahmen statt. Ein Meilenstein war der Bau des Place des Victoires im Jahr 1686. Der monumentale Platz, der von aristokratischen Gebäuden gesäumt wurde, war ein Symbol königlicher Macht und förderte die Attraktivität der Umgebung. Eine weitere Baumaßnahme war der Bau der Grands Boulevards an der Südflanke des heutigen Bezirks. Auf Ludwig XIV. zurück geht auch der Triumphbogen an der Porte Saint-Denis – zusammen mit der unweit entfernten Porte Saint-Martin eine Art Schranke, die das bereits urbanisierte Zentrum von den (damals noch) vorstädtisch geprägten respektive ländlichen Regionen nördlich davon abgrenzte.
Das 18. Jahrhundert brachte einen starken wirtschaftlichen Aufschwung. Das Gebiet entwickelte sich zu einem wichtigen Handelszentrum, insbesondere für Textilien. Ab dem 19. Jahrhundert entstanden auf dem Gebiet des Arrondissements eine Reihe überdachter Ladenpassagen. Sie trugen gehobeneren Konsumbedürfnissen Rechnung und entwickelten sich – zusammen mit den Grands Boulevards – zu angesagten Treffpunkten des Bürgertums. Mit der Eröffnung des Palais Brongniart im Jahr 1807, das die Pariser Börse beherbergte, wurde das 2. Arrondissement zum Finanzzentrum der Stadt.
Während der Modernisierungsmaßnahmen unter Georges-Eugène Haussmann erfuhr das Territorium des heutigen Stadtbezirks eine weitere Neugestaltung. Straßen wurden verbreitert, und viele Gebäude wurden modernisiert. Diese Entwicklungen führten dazu, dass zahlreiche Angehörige der Bourgeoisie aus dem beengten 1. Arrondissement in das aufstrebende 2. Arrondissement zogen. Die soziale Stadtsegmentierung in begüterten Westen und armen Osten zeigte sich unter anderem am Publikum der – sich zunehmend zu Flanier- und Vergnügungsmeilen entwickelnden – Boulevards. Als ungefähre Trennlinie führt der Paris-Autor Thankmar von Münchhausen die beiden Pforten Saint-Denis und Saint-Martin auf. Eine zusätzliche Aufwertung erhielt der Bezirk durch die unweit seiner Nordgrenze liegende Opéra Garnier, die 1875 eröffnet wurde.

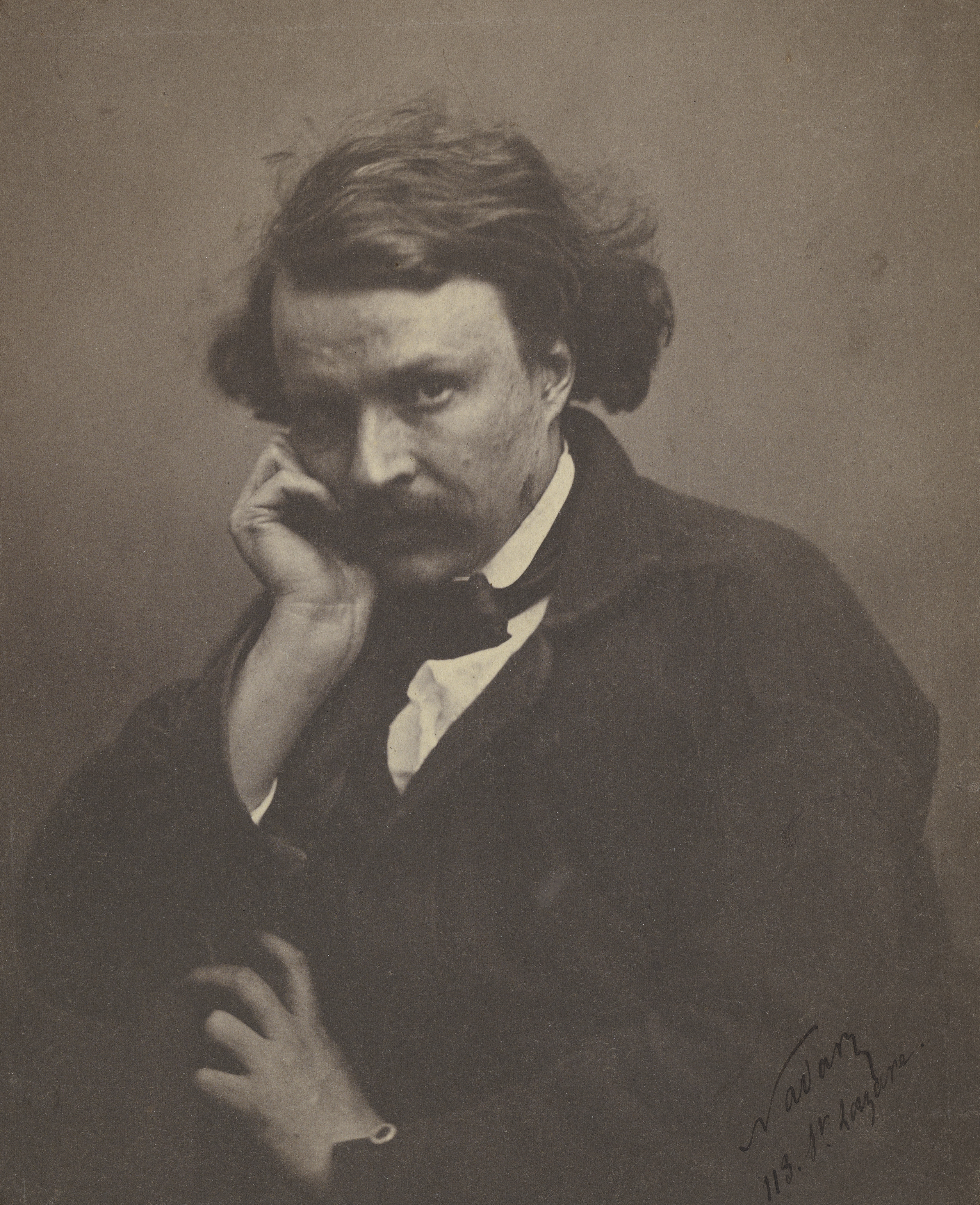
Der Fotograf Nadar (Selbstportrait, 1854 oder 1855)

Die heutigen Grenzen des Arrondissements wurden im Jahr 1860 festgelegt. Während des „langen 19. Jahrhunderts“ war der Bezirk Wohn- und/oder Wirkungsstätte einer Reihe prominenter Personen. Der Fotopionier und Gesellschaftsfotograf Nadar hatte sein Atelier am Boulevard des Capuchines 35, der Plakatmaler Henri de Toulouse-Lautrec in der Rue Ambroise 8. Der Schriftsteller Émile Zola wurde im Sentier-Viertel in der Rue Saint-Joseph (Hausnummer: 10) geboren. In der Rue de Richilieu lebte kurzzeitig der venezolanische Politiker und Unabhängigkeitskämpfer Simon Bolivar. Das Café du Croissant an der Ecke Rue Montmartre / Rue du Croissant war im Juli 1914 Schauplatz des tödlich verlaufenen Attentats auf den sozialistischen Politiker Jean Jaurès.
Im 20. Jahrhundert blieb der Bezirk ein bedeutender Standort für Banken und Versicherungen, während die Textilindustrie zunehmend abwanderte. Nach dem Zweiten Weltkrieg führte die Wiederbelebung der historischen Passagen zu einer neuen Attraktivität. Heute ist das 2. Arrondissement ein mit reger Geschäftstätigkeit aufwartendes Viertel. Es beherbergt nicht nur zahlreiche Finanzinstitute sowie den Sitz der Nachrichtenagentur Agence France-Presse (APF), sondern ist auch ein beliebter Standort für Start-ups, Mode und Gastronomie. Einem Teil des ehemaligen Sentiers-Viertel rund um Rue Saint-Denis und Rue Blondel haftet allerdings immer noch ein etwas halbseidener Ruf an.
Seit 2020 wird das 2. Arrondissement als Teil der übergeordneten Verwaltungseinheit Paris Centre geführt, welche die Arrondissements 1 bis 4 unter einem Verwaltungsdach zusammenführt.

## Viertel im 2. Arrondissement

Die Stadtviertel im 2. Arrondissement

Das 2. Arrondissement besteht aus den folgenden vier Stadtvierteln:
- Quartier Gaillon
- Quartier Vivienne
- Quartier du Mail
- Quartier de Bonne-Nouvelle

Nach der offiziellen Zählung der Pariser Stadtviertel handelt es sich dabei um die Quartiers 5 bis 8.

## Demographische Daten
Der knapp einen Quadratkilometer große Bezirk hatte im Jahr 1872 über 73.000 Einwohner, 1954 waren es rund 44.000. Ende des 20. Jahrhunderts sank die Einwohnerzahl unter 20.000, anschließend ist sie wieder leicht gestiegen. Nach der Bevölkerungsstatistik von 2017 waren im 2. Arrondissement 21.042 Einwohner gemeldet. Somit wohnen hier 0,9 % der Pariser Bevölkerung.

## Politik und Verwaltung

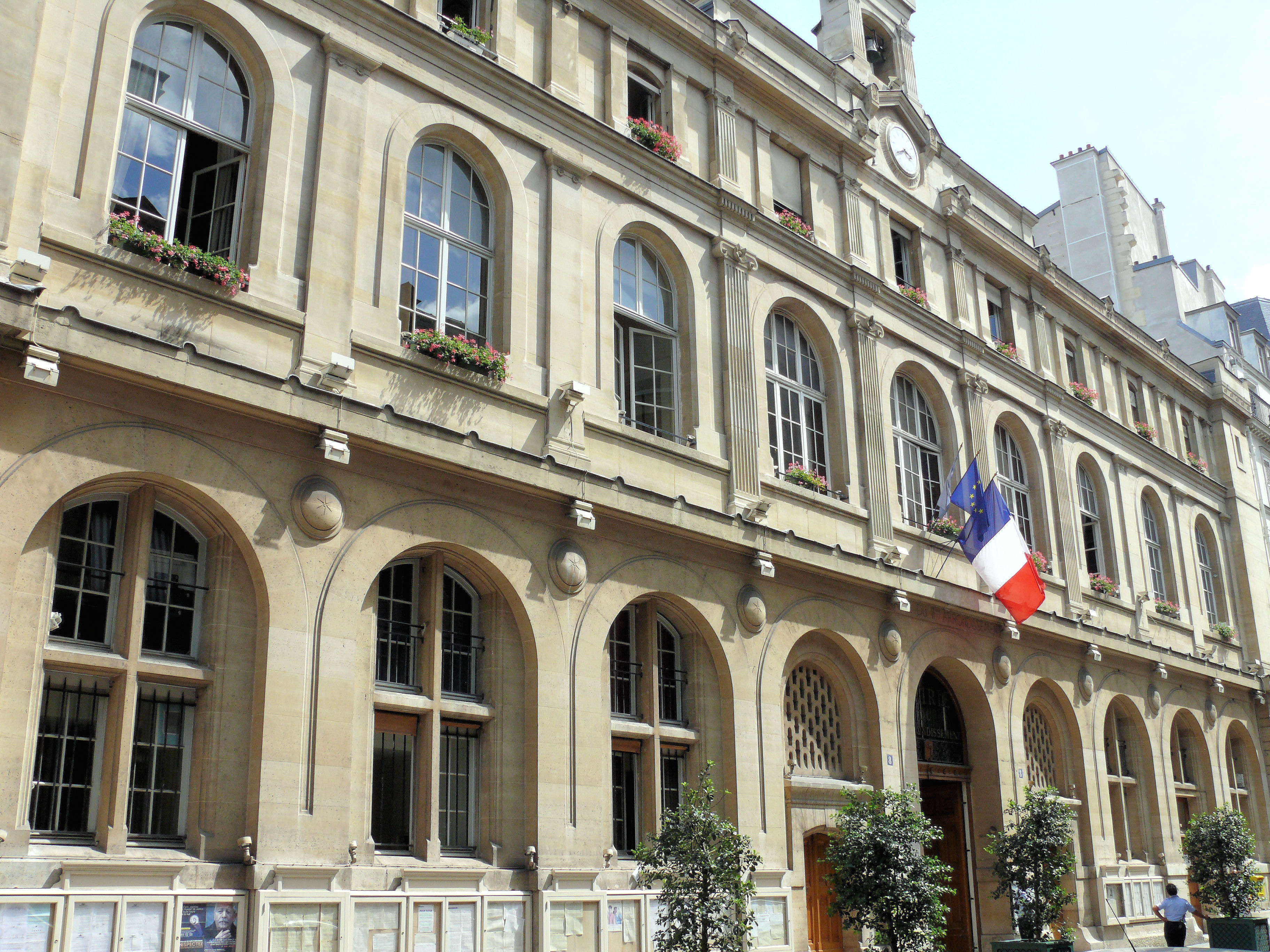
Ehemaliges Rathaus des 2. Arrondissements

Bis 2020 hatte das 2. Arrondissement einen eigenen Bezirksbürgermeister und einen Bezirksrat (Conseil d’arrondissement). Seither wird es zusammen mit dem 1., 3. und 4. Arrondissement als Sektor Paris Centre verwaltet.

### Rathaus
Das ehemalige Rathaus des 2. Arrondissements steht in der Rue de la Banque 8. Neues, übergreifendes Rathaus für Paris Centre ist das bisherige Rathaus des 2. Arrondissements.

### Bürgermeister
Der letzte eigene Bezirksbürgermeister war von 2001 bis 2020 Jacques Boutault, Mitglied der Partei Les Verts (dt. Die Grünen) bzw. ab 2010 Europe Écologie Les Verts (EELV). Das 2. Arrondissement war der einzige Pariser Bezirk mit einem grünen Bürgermeister.

Sehenswürdigkeiten, Plätze und Straßen
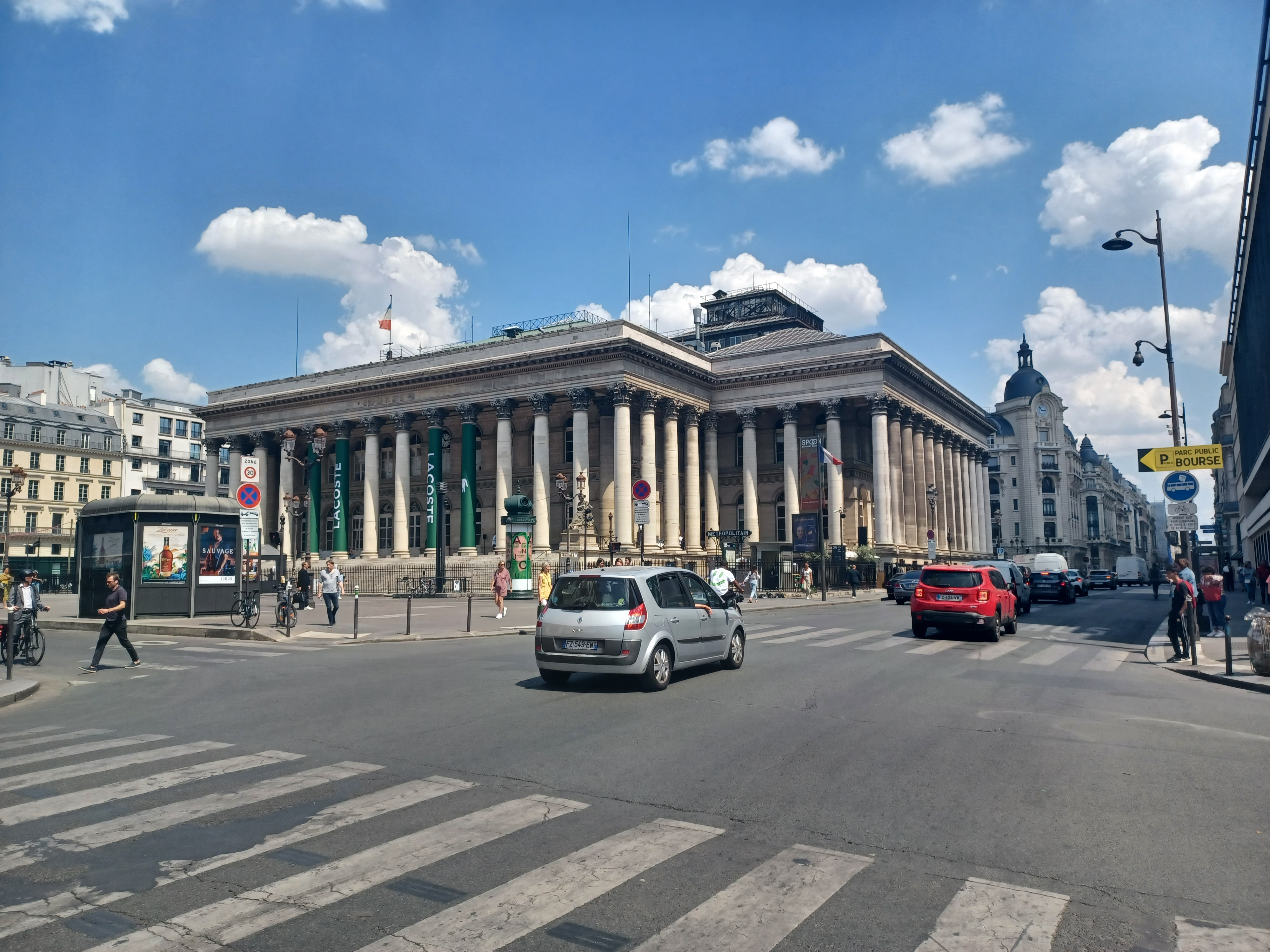
Ehemalige Börse: Palais Brongniart
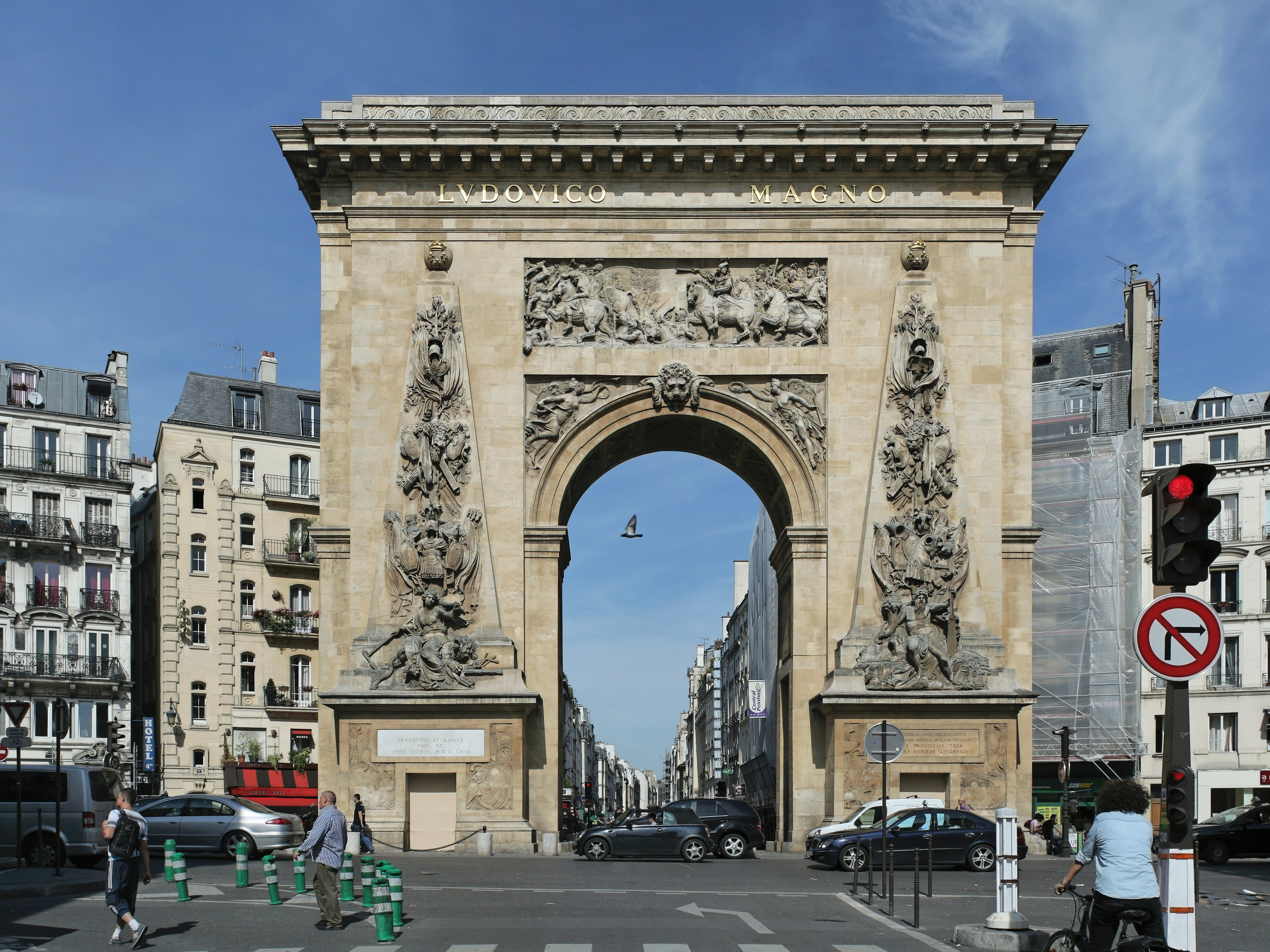
Porte Saint-Denis
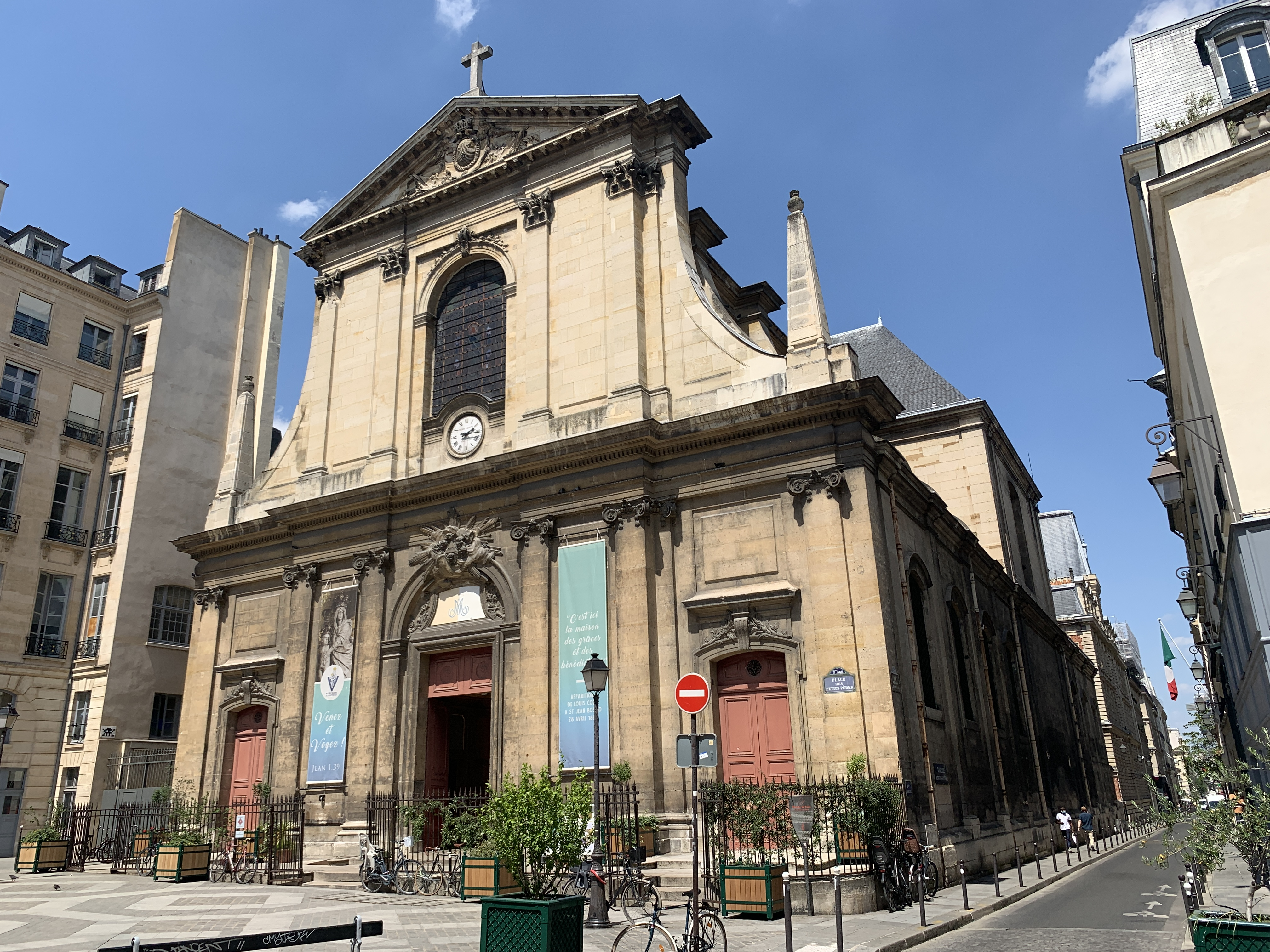
Basilika Notre-Dame-des-Victoires
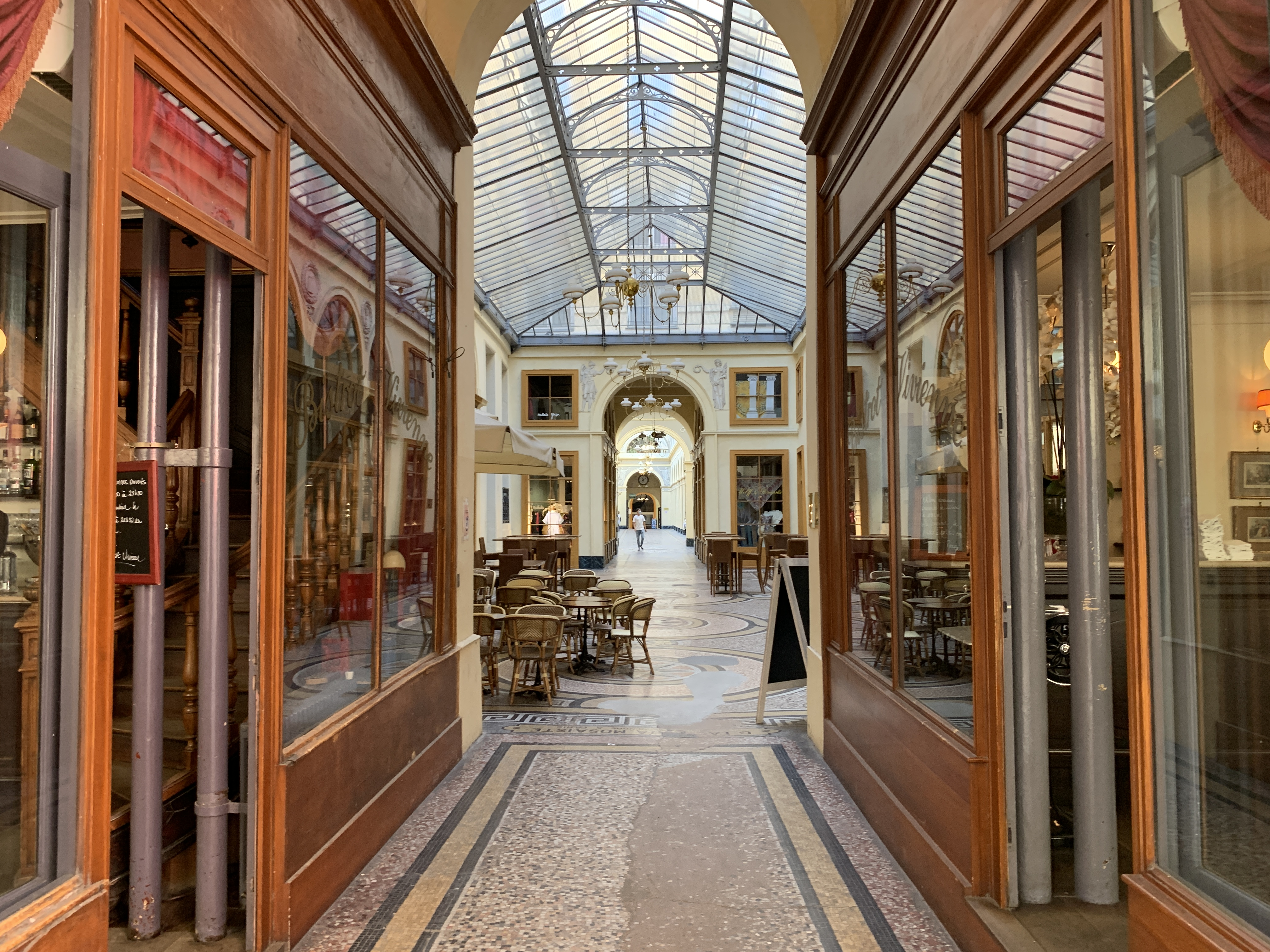
Galerie Vivienne
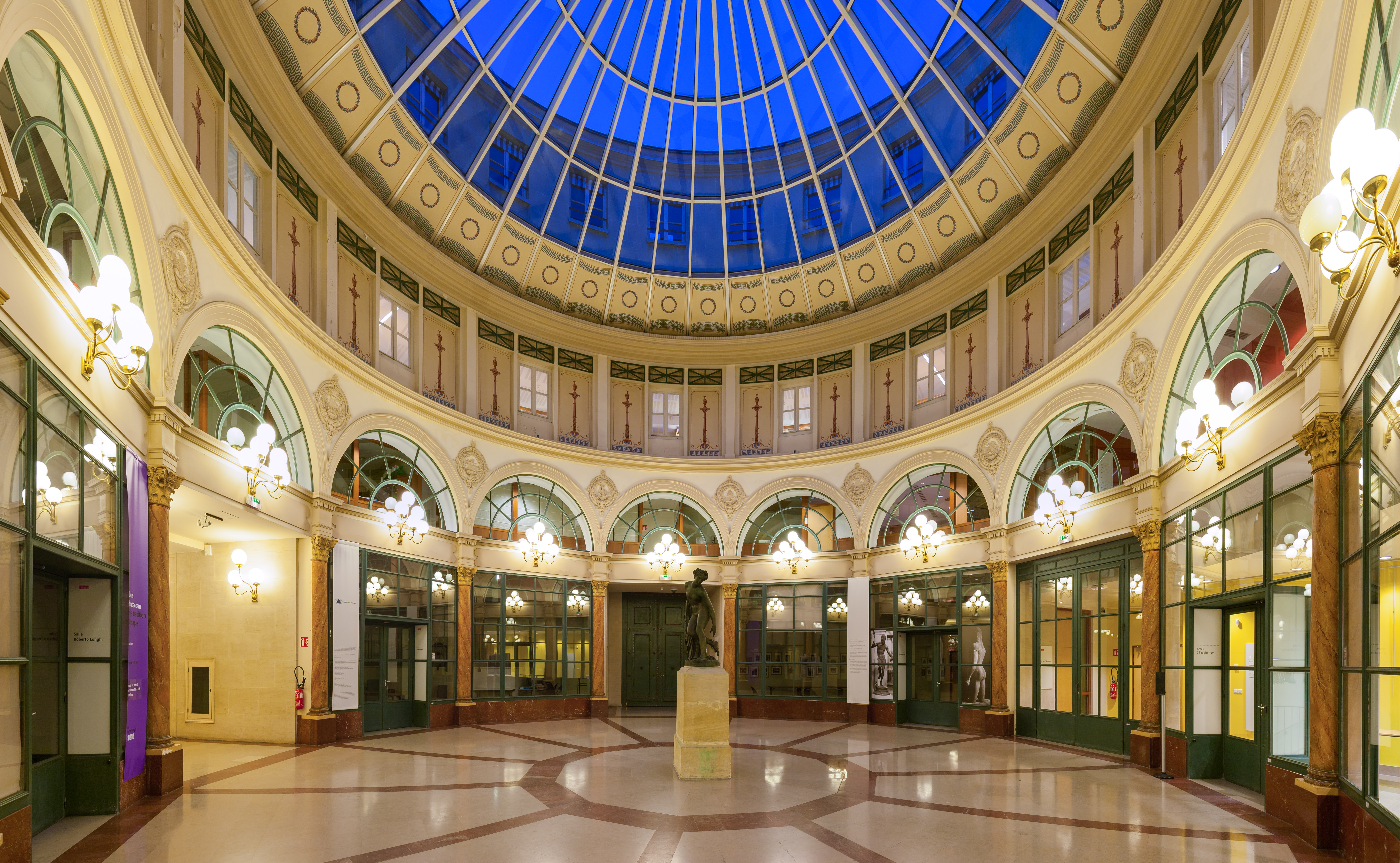
Rotunda der Galerie Colbert
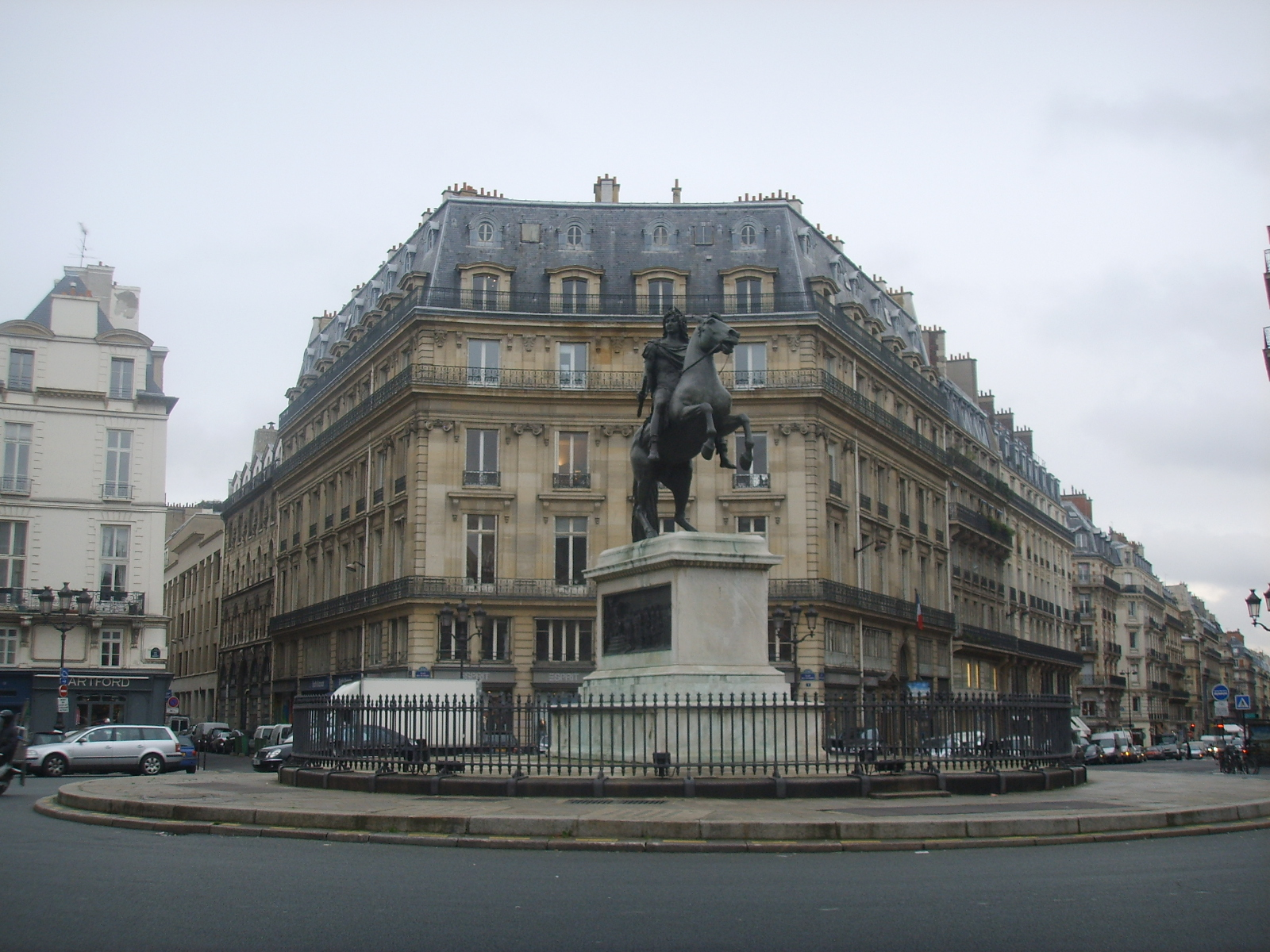
Place des Victoires
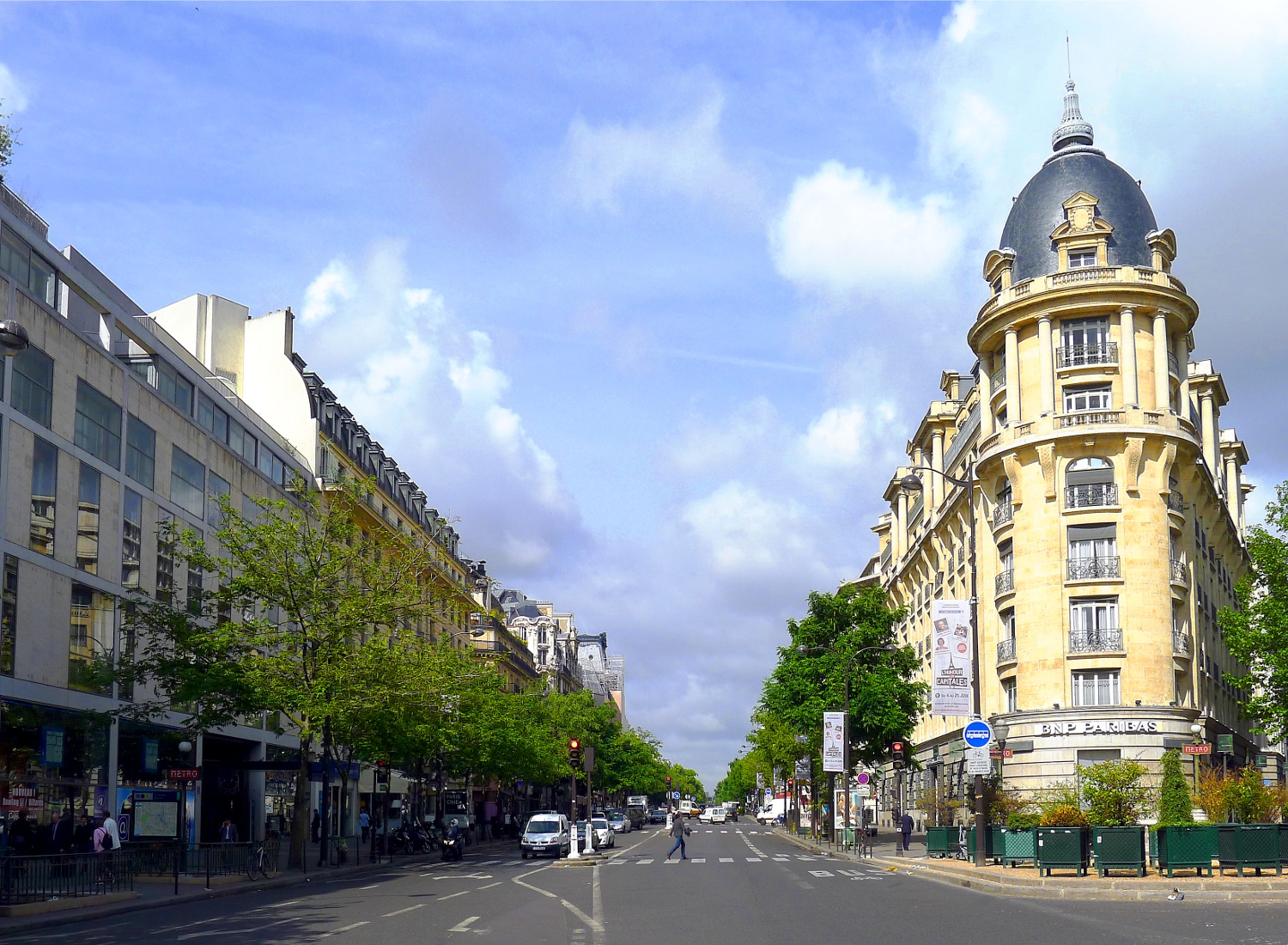
Boulevard des Italiens
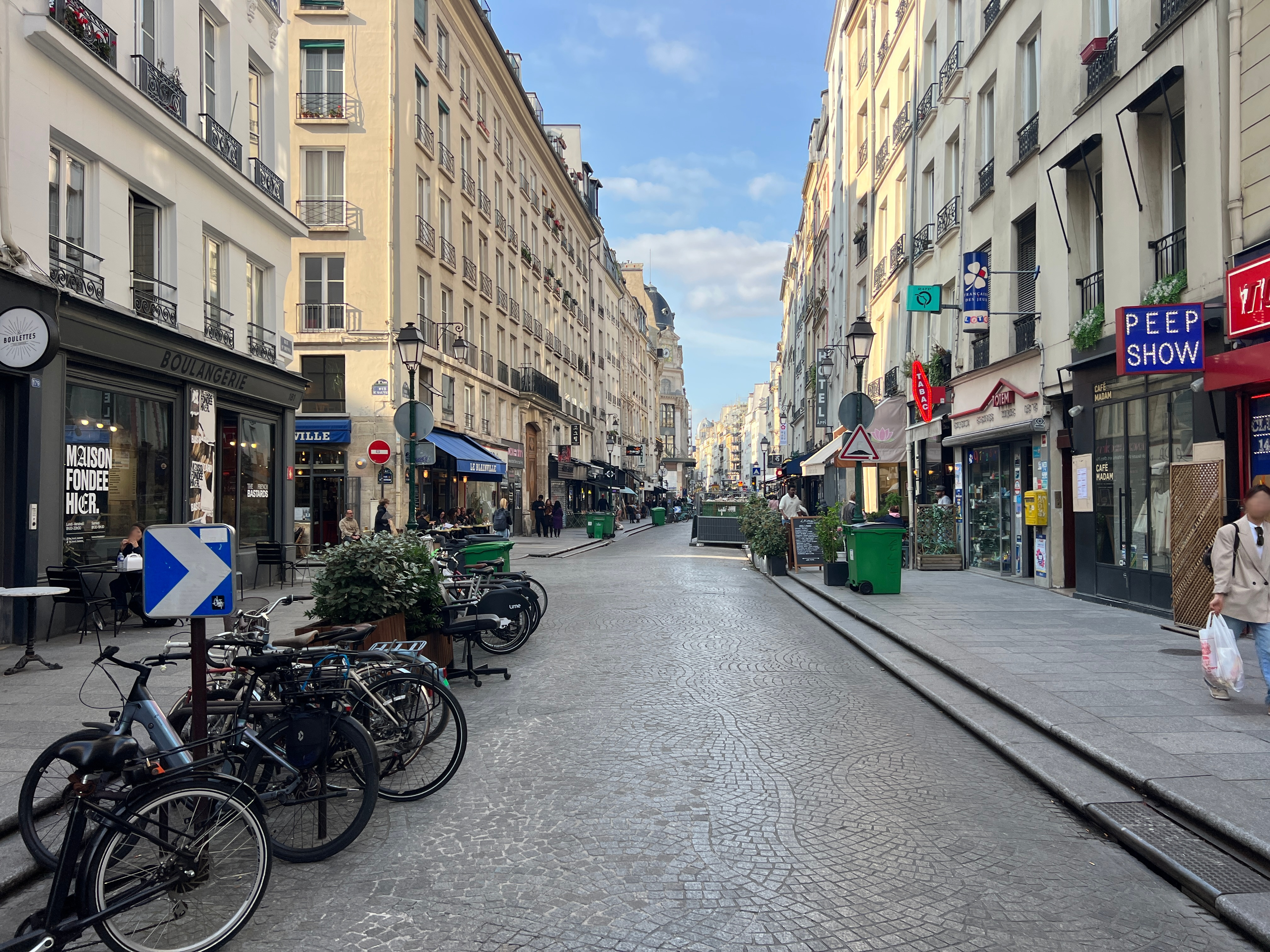
Rue Saint Denis
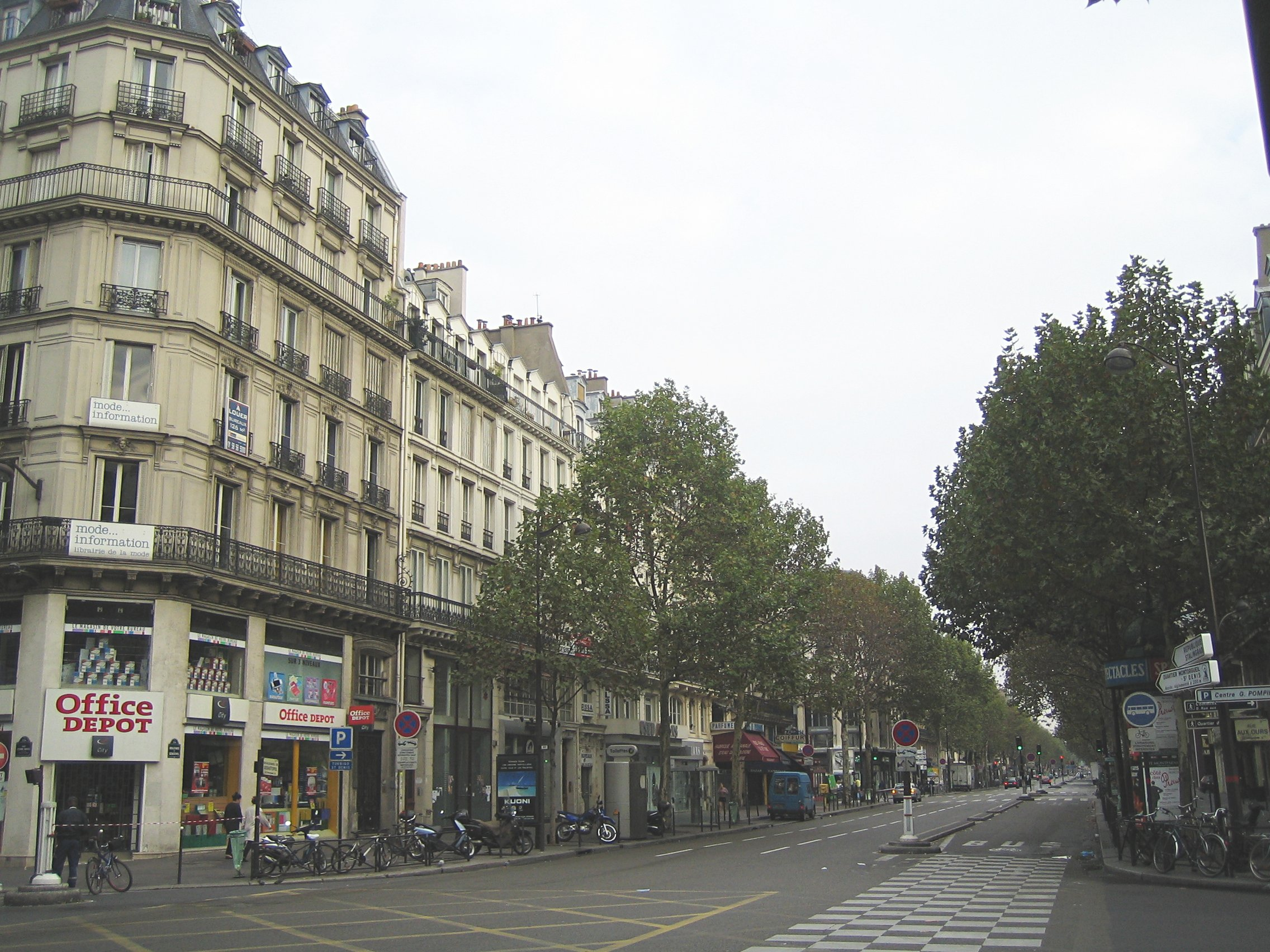
Boulevard Sebastopol
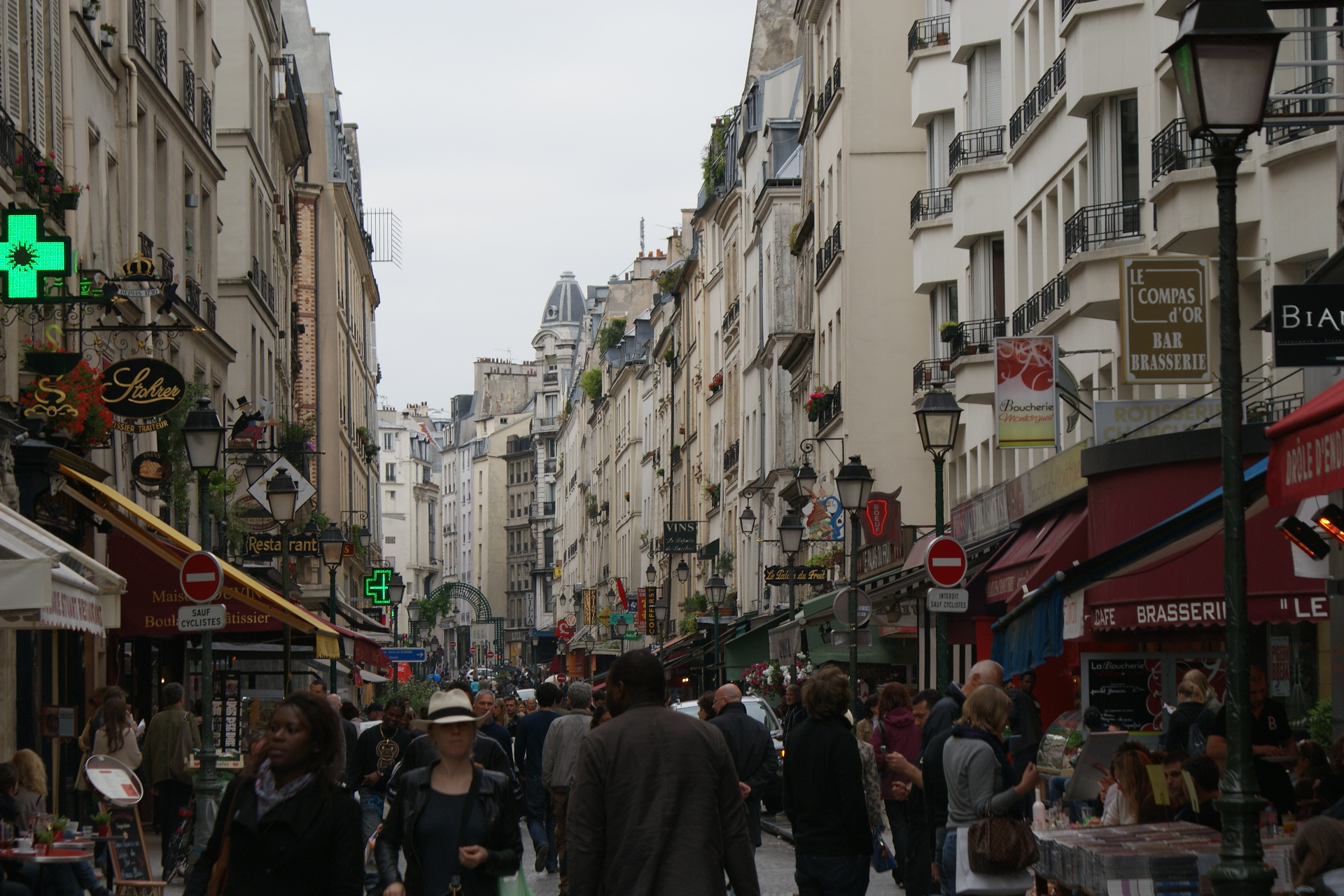
Rue Montorgueil

## Sehenswürdigkeiten
- Palais Brongniart mit einer Ausstellung zur Börse, heute ein Sitz der Euronext, ehemals Sitz der „Pariser Börse“ (genauer der Bourse des Valeurs, deutsch: Wertpapierbörse).
- Altbau der französischen Nationalbibliothek
- Notre-Dame-des-Victoires
- Notre-Dame-de-Bonne-Nouvelle
- Opéra-Comique
- Galerie Colbert, Ladenpassage
- Galerie Vivienne, Ladenpassage

## Verkehr und Infrastruktur

### Wichtige Straßen
- Avenue de l’Opéra
- Boulevard de Bonne Nouvelle
- Boulevard des Capucines
- Boulevard de Sébastopol
- Boulevard des Italiens
- Boulevard Montmartre
- Boulevard Poissonieres
- Boulevard Saint Denis
- Rue du Quatre Septembre
- Rue Saint-Denis
- Rue Réaumur

### Wichtige Plätze
- Place de l’Opéra
- Place des Victoires
- Square Louvois

### Métrolinien
Durch und entlang des 2. Arrondissements führen die Métrolinien 3, 4, 8 und 9. Das Arrondissement wird von vier großen Métrostationen umgeben, die miteinander verbunden sind: Opéra, Richelieu-Drouot, Strasbourg St-Denis und Reaumur Sébastopol.

## Literarische Bedeutung
Der Nestor-Burma-Roman Des kilomètres de linceuls (deutsch: Stoff für viele Leichen) von Léo Malet spielt im 2. Arrondissement.

## Diverses
Die Zentrale der Nachrichtenagentur Agence France-Presse befindet sich am Place de la bourse.